# Санкт-Петербургский 1-й уланский полк

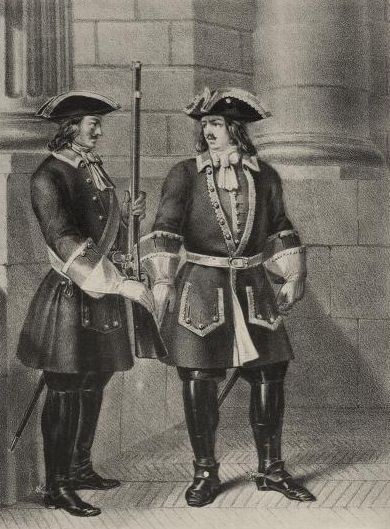
Рядовой и офицер лейб-регимента, 1727—1730 годы.

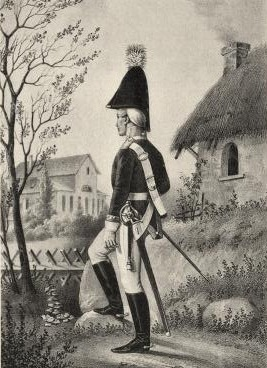
Фанен-юнкер С.-Петербургского Драгунского полка, 1802—1803.

1-й ула́нский Санкт-Петербу́ргский Генера́л-Фельдма́ршала Кня́зя Ме́ншикова полк (с 24 августа 1914 года — 1-й уланский Петроградский Генерал-Фельдмаршала Князя Меншикова полк) — кавалерийская воинская часть (уланский полк) Русской императорской армии.
Старшинство формирования — 30 августа 1705 года. Полковой праздник — 1 октября, Покров Пресвятой Богородицы. Полк имел свой гимн на стихи генерала Гульковского и музыку поручика С. Скрябина. Формирование дислоцировалось, года:
- 1 февраля 1707 — Москва[2].
- 1820 — город Александрия Херсонской губернии[3]. Полк входил в состав 3-й драгунской дивизии.
- 1865—1914 — город Ржев.

## Наименования полка
- Лейб-регимент (7 января 1707);
- Санкт-Петербургский драгунский полк (11 мая 1719);
- 1-й Тульский драгунский полк (16 февраля 1727);
- Санкт-Петербургский драгунский полк (13 ноября 1727);
- Санкт-Петербургский конно-гренадерский полк (30 марта 1756);
- Санкт-Петербургский кирасирский полк (19 февраля 1762);
- Кирасирский генерал-майора фон-Остгофа полк (25 апреля 1762);
- Санкт-Петербургский конно-гренадерский полк (5 июля 1762);
- Санкт-Петербургский карабинерный полк (14 января 1763);
- Санкт-Петербургский драгунский полк (24 октября 1775);
- Драгунский генерал-майора Шепелева полк (31 октября 1798);
- Драгунский генерал-майора Энгельгардта 2-го полк (27 октября 1800);
- Санкт-Петербургский драгунский полк (29 марта 1801);
- Санкт-Петербургский уланский полк (6 октября 1827);
- Уланский генерал-адъютанта князя Чернышёва полк (26 марта 1844);
- Санкт-Петербургский уланский генерал-адъютанта князя Чернышёва полк (19 марта 1857);
- Санкт-Петербургский уланский полк (21 июня 1857);
- Санкт-Петербургский уланский Его Величества Короля Баварского полк (5 июля 1857);
- Санкт-Петербургский уланский полк (2 марта 1864);
- 1-й уланский Санкт-Петербургский полк (25 марта 1864);
- 1-й уланский Санкт-Петербургский Его Величества Короля Баварского полк (8 июля 1864);
- 2-й драгунский Санкт-Петербургский Его Величества Короля Баварского полк (18 августа 1882);
- 2-й драгунский Санкт-Петербургский полк (8 июня 1886);
- 2-й драгунский Санкт-Петербургский генерал-фельдмаршала князя Меншикова полк (25 марта 1891);
- 1-й уланский Санкт-Петербургский генерал-фельдмаршала князя Меншикова полк (6 декабря 1907);
- 1-й уланский Петроградский генерал-фельдмаршала князя Меншикова полк (24 августа 1914).

## История
- 1707 — сформирован генералом от кавалерии, князем А. Д. Меншиковым в Жолкве как Лейб-Регимент (10 драгунских рот) из 759 драгун драгунского Михаила Зыбина полка под командованием Иоганна Гешова.
- 1709 — участвовал в сражении под Лесным и Полтавском сражении, Переволочне и Одолянах, а затем в походах в Польское королевство и Германские государства.
- 1707—1721 — участвовал в Северной войне.
- 1711 — участвовал в Прутском походе.
- 11 мая 1719 — Санкт-Петербургский драгунский полк.
- 1721—1722 — гарнизонная служба в Риге.
- 1733 — участвовал в Австрийском походе.
- 1735—1739 — участвовал в русско-турецкой войне.
- 1741—1743 — участвовал в русско-шведской войне.
- 1756—1763 — участвовал в Семилетней войне (награждён серебряными литаврами).
  - 1760 — отличился при взятии Берлина (получил наградные серебряные трубы).
- 30 марта 1756 — Санкт-Петербургский конно-гренадерский полк.
- 14 января 1763 — Санкт-Петербургский карабинерный полк.
- 1764—1773 — участвовал в усмирении польского восстания.
- 1773—1774 — участвовал в подавлении восстания Пугачёва.
- 1775 — поименован Санкт-Петербургским драгунским полком, слит с Архангелогородским драгунским полком.
- 1787—1791 — участвовал в русско-турецкой войне.
- 1792 — участвовал в Польской кампании.
- 1794 — участвовал в Польской кампании.
- 1796 — Драгунский Шепелева полк, затем Драгунский Энгельгарта полк.
- 1798 — раскрыт смоленский кружок офицеров полка, которые планировали устранение императора Павла I.
- 1799 — участвовал в Швейцарской кампании.
- 1801 — Санкт-Петербургский драгунский полк.
- 1805—1807 — Прусский поход.
  - 1805 — участвовал в сражении при Аустерлице.
  - 1806—1807 — участвовал в сражениях при Морунгене, Янкове, Прейсиш-Эйлау, Гуттштадте, Гейльсберге, Фридланде.
- 1808—1812 — участвовал в русско-турецкой войне.
- 1812 — участвовал в Отечественной войне.
  - Осень 1812 — в составе корпуса генерала А. Ф. Ланжерона Дунайской армии прибыл на Волынь, участвовал во взятии Минска и Борисова, в боях при р. Березина у Стахова и при Молодечно.
- Декабрь 1812 — определён в 4-ю драгунскую дивизию, оставлен в Вильно для конвоирования пленных.
- Май 1813 — присоединился к действующей армии.
- 1813—1814 — участвовал в заграничных походах.
  - 1813 — участвовал в сражении при Денневице и в «Битве народов» под Лейпцигом (присвоены знаки «За отличие» на головные уборы).
  - 1814 — в составе отряда генерала Ф. Ф. Винцингероде участвовал во взятии Суассона, в сражениях при Краоне, Лаоне и Сен-Дизье.
- 1815 — во время 2-го похода во Францию находился при осаде крепости Мец.
- 27 июня 1827 — Санкт-Петербургский уланский Его Величества Короля Баварского полк.
- 1828—1829 — участвовал в русско-турецкой войне (награждён Георгиевскими трубами).
- 1831 — участвовал в усмирении польского восстания.
- 25 марта 1864 — 1-й Санкт-Петербургский уланский Его Величества Короля Баварского полк.
- 1877—1878 — участвовал в русско-турецкой войне в составе отряда генерала Скобелева 2-го (награждён петлицами за военное отличие на воротники офицеров).
  - Участвовал в сражении у Шипки-Шейново
  - 8 января 1878 — 1-й дивизион полка совместно со 2-м дивизионом Московского драгунского полка стремительным манёвром занял г. Адрианополь.
- 18 августа 1882 — 2-й драгунский Санкт-Петербургский полк.
- 25 марта 1891 — 2-й драгунский Санкт-Петербургский генерал-фельдмаршала князя Меншикова полк.
- 6 декабря 1907 — 1-й уланский Санкт-Петербургский генерал-фельдмаршала князя Меншикова полк.
- Участвовал в Первой мировой войне в составе 1-й кавалерийской дивизии.
- 24 августа 1914 — 1-й уланский Петроградский генерал-фельдмаршала князя Меншикова полк.
- Весна 1918 — расформирован.

## Форма 1914 года
Общеуланская. Мундир, воротник, вицмундир, тулья, выпушка — тёмно-синий, околыш, погоны, лацкан, обшлага, накладка шапки, клапан — воротник, пальто, шинели, выпушка — алый, металлический прибор — золотой

## Участие в Гражданской войне в России
- Лето 1919 г. — возрождён во ВСЮР в составе Сводно-драгунского полка.
- В августе 1919 г. принимал участие в Одесском десанте, затем в составе Войск Новороссийской области в сентябре — октябре 1919 г. вёл наступление на Жмеринском направлении против войск УНР и ЗУНР[4].

## Шефыполка
- 03.12.1796 — 16.07.1797 — генерал-лейтенант Боборыкин, Пётр Иванович
- 16.07.1797 — 21.10.1797 — генерал-майор Тараканов, Дмитрий
- 21.10.1797 — 27.07.1798 — генерал-майор князь Мещерский, Прокофий Васильевич
- 27.07.1798 — 20.08.1798 — генерал-майор Белуха, Павел Дмитриевич
- 20.08.1798 — 27.10.1800 — генерал-майор (с 14.09.1800 генерал-лейтенант) Шепелев, Василий Федотович
- 27.10.1800 — 13.11.1803 — генерал-майор Энгельгардт, Павел Михайлович
- 13.11.1803 — 01.01.1807 — генерал-лейтенант Шепелев, Василий Федотович
- 01.01.1807 — 09.10.1813 — генерал-майор граф Мантейфель, Иван Васильевич
- 16.12.1813 — 22.06.1815 — полковник Борисов, Христофор Сергеевич
- 26.03.1844 — 21.06.1857 — генерал-адъютант генерал от кавалерии князь Чернышёв, Александр Иванович
- 05.07.1857 — 02.03.1864 — король Баварский Максимилиан II
- 08.07.1864 — 08.06.1886 — король Баварский Людвиг II

## Командиры полка

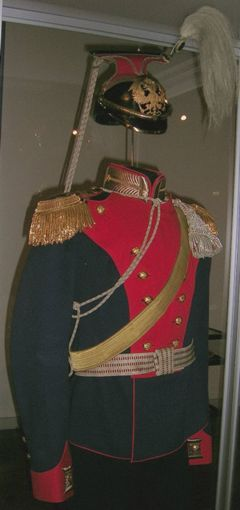
Мундир полковника 1-го уланского Санкт-Петербургского полка, 1907

- 1707—1709 — полковник Гешев (Ешев), Антон Антонович
- 1709—1711 — полковник Ясмонт, Антон
- 1712—1718 — подполковник Швандер, Иван Вилимов
- 16.02.1718 — 14.05.1728 — полковник Салтыков, Василий Фёдорович
- хх.хх.1728 — 28.04.1730 — полковник Салтыков, Александр Петрович
- хх.хх.1730 — хх.хх.1736 — полковник Бойе, Эверст Густав
- 09.12.1736 — 14.02.1740 — полковник Стрешнев, Пётр Иванович
- 1742—1756 — полковник Мордвинов, Иван
- 1756—1760 — полковник фон Далке, Георгий
- 1760—1767 — полковник Измайлов, Иван Иванович
- хх.хх.1775 — 1778 — полковник Ильин, Пётр
- 1778—1788 — полковник Исленев
- 1788—1788 — полковник Рибопьер, Иван Степанович
- 1788—1789 — полковник Лавров, Сергей Лаврентьевич
- 1790—1793 — полковник Селевин, Иван Петрович
- 1793—1796 — полковник Чесменский, Александр Алексеевич
- 1797—1797 — полковник Дехтерев, Пётр Семёнович
- 09.02.1798—12.09.1798 — полковник Киндяков, Пётр Васильевич
- 29.10.1798—03.07.1799 — полковник Бороздин, Василий Корнилович
- 03.07.1799—26.12.1800 — подполковник (с 10.07.1799 полковник) Бергер, Иван Яковлевич
- 07.03.1801—13.11.1803 — полковник Дехтерев, Николай Васильевич
- 13.11.1803—25.03.1804 — генерал-майор Энгельгардт, Павел Михайлович
- 22.03.1810—28.08.1811 — майор Козырев, Пётр Никифорович
- 20.10.1812—06.10.1813 — майор Анненков, Иван Александрович
- 1820 — полковник Заборинской 2-й
- 17.10.1823—12.12.1823 — полковник Канчиялов, Георгий Александрович
- 1826—1829 — полковник (с 182? генерал-майор) Хомутов, Михаил Григорьевич
- 1845 — полковник Карл Карлович фон-Фридрихс 1-й[5]
- 1863—21.12.1868 — полковник Лашкарев, Павел Сергеевич
- 21.12.1868—15.05.1874 — полковник Люце, Павел Фёдорович
- 15.05.1874—23.04.1881 — полковник Балк, Василий Захарович
- 23.04.1881—22.06.1886 — полковник фон Арнольди, Евгений Карлович
- 22.06.1886—21.08.1891 — полковник Бартоломей, Александр Владимирович.
- 21.08.1891—01.10.1893 — полковник Баторский, Александр Александрович
- 01.10.1893—17.01.1896 — полковник Каменский, Евгений Семёнович
- 18.01.1896—12.06.1897 — полковник Гульковский, Николай Николаевич
- 18.06.1897—13.04.1902 — полковник фон Неттельгорст, Пётр Робертович
- 04.06.1902—21.03.1907 — полковник Жилин, Николай Сергеевич
- 11.05.1907—19.09.1907 — полковник Ладыженский, Гавриил Михайлович
- 19.09.1907—15.06.1912 — полковник (с 1912 генерал-майор) Нарбут, Владислав Валерианович
- 15.06.1912—10.01.1914 — полковник Абрамов, Фёдор Фёдорович.
- 22.01.1914—27.12.1914 — полковник Хандаков, Павел Георгиевич
- 27.12.1914—09.12.1915 — полковник Люце, Николай Павлович
- 10.12.1915—14.04.1917 — полковник Крашенинников, Пётр Дмитриевич
- 14.04.1917—? — полковник Ульянов, Лев Иванович[6]

## Знаки отличия
1. 1760 год — Девять серебряных труб с надписью: «С.-Петербургскому Карабинерному полку, поспешностью и храбростью взятие г. Берлина, Сентября 28 1760 году». (есть ещё трубы с надписью «Архангелогородскому драгунскому полку…»).
2. Две серебряные литавры. Пожалованы в 1763 году за отличие в Семилетнюю войну.
3. 22.11.1808 год — пожалованы георгиевские кирасирские штандарты образца 1807 года: один белый и 4 зелёных с надписью «За взятие у французов трёх знамён: в сражениях 1805 года Ноября 8 при деревне Гаузете и 1807 Января 26 и 27 под городом Фридландом».
4. 19.11.1814 год — за заслуги в войне 1812—1814 годов награждён знаками на каски «За отличие».
5. Двадцать две Георгиевские трубы с надписью: «За отличие в Турецкую войну 1828 и 1829 годов». Пожалованы 6.04.1830 г.
6. Петлицы на мундиры штаб- и обер-офицеров за подвиги в турецкую войну 1877-78 годов.

## Знамя полка
- За войну 1805—1807 годов полк получил георгиевский штандарт (за отбитие трёх знамён у Гаузет и Прейсиш-Эйлау).